# DiaPhan

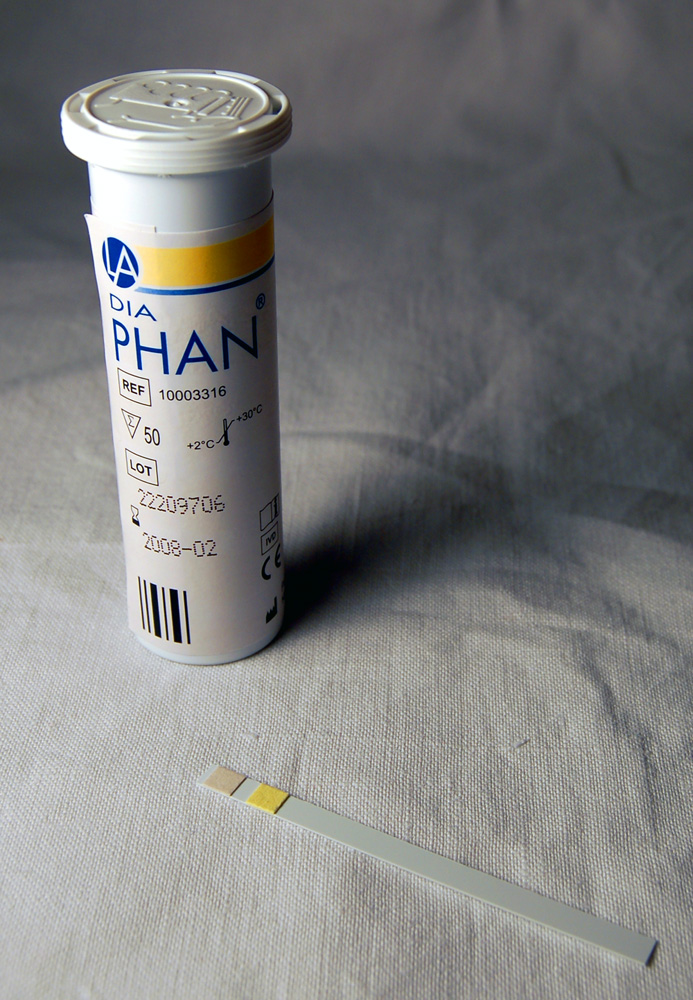
Tuba DiaPhanu s diagnostickým proužkem (políčka na proužku mají barvy odpovídajícímu negativnímu nálezu)

DiaPhan jsou diagnostické proužky určené k vizuální detekci přítomnosti glukózy (glykosurie) a ketolátek (ketonurie) v moči. Testovací proužky se používají pro přibližné určení hyperglykémie, avšak pro určení hypoglykémie jsou nepoužitelné. Vylučování ketolátek do moči upozorní člověka na rozvíjející se ketoacidózu. U zdravého, nehubnoucího člověka by měla být obě políčka neutrální (bez barevné změny). Pozitivní výsledek cukru a ketolátek v moči zpravidla vypovídá o tom, že testovaný člověk je neléčený diabetik, anebo že diabetik má labilní diabetes. Lidé provádějící redukční dietu založenou na vysazení sacharidové složky z potravy používají tyto proužky, aby v jejich těle nedošlo k nekontrolovanému metabolickému rozvratu.
 

## Princip
Překročí-li glykémie tzv. ledvinový práh, jenž je přesáhnut při glykémii zpravidla vyšší než 9–10 mmol/l, dochází ke glykosurii. Glukóza v moči reaguje s indikační zónou proužku, která obsahuje glukosaoxadázu, peroxidázu a bezbarvý chromogen, jenž se v přítomnosti peroxidu vodíku oxiduje na barevný produkt (probíhá obdobná reakce jako při měření glykémie fotometrickou metodou). Glukóza se dostává do definitivní moče se zpožděním (cca 3 hodiny). Proto tato testovací metoda nemůže nahradit self-monitoring glykémie použitím glukometru.

## Postup měření
Odebereme vzorek moče, do níž namočíme aktivní pole testovacího proužku. Za 60 sekund proběhne reakce moče s chemikálií na testačním proužku. Pokud testační okénko zůstane bez barevné změny, glykémie cca před 3 hodinami byla pod 10 mmol/l. Jestli barevná změna proběhne, srovnáme barevnou stupnici na tubě s barevným odstínem aktivní plošky proužku. Zjistíme přibližnou výši glykémie před 3 hodinami, která je vždy vyšší než cca 10 mmol/l.